# Capparis dasyphylla
Capparis dasyphylla är en kaprisväxtart som beskrevs av Elmer Drew Merrill och Metcalf. Capparis dasyphylla ingår i släktet Capparis och familjen kaprisväxter. Inga underarter finns listade i Catalogue of Life.